# كأس فرنسا 1979–80
كأس فرنسا 1979–80 (بالفرنسية: Coupe de France de football 1979-1980)‏ هو الموسم 63 من كأس فرنسا. أشرف على تنظيمه اتحاد فرنسا لكرة القدم، وفاز فيه نادي موناكو.